# サマーアゲインEP
「サマーアゲインEP」（サマーアゲインイーピー）は、さかいゆうの1枚目のEP。

## 解説
- 初のEP盤での発売。
- 初回プレス分のみ、EP発売記念ミニライブ握手会参加券封入。

## 収録曲
- 全作詞・作曲・編曲：さかいゆう（特記以外）

1. サマーアゲイン
2. あの夏の僕にグッバイ
3. Headphone Girl
4. 時季は巡る（Remix at big turtle STUDIOS）
  - 作詞：谷穂ちろる
  - 3rdアルバム『Coming Up Roses』収録曲の別バージョン。
5. 薔薇とローズ（Remix at big turtle STUDIOS）
  - 5thシングル曲の別バージョン。
6. サマーアゲイン（backing track）